# Витали Таджер
Витали Езра Таджер е изтъкнат юрист с интереси в областта на гражданското и търговското право.
Автор е на учебник по гражданско право. Декан на Юридическия факултет на Софийския университет в периода 1962 – 1964 г. Редактор на списанието „Социалистическо право“, основател и главен редактор на списанието на Юридическия факултет – „Съвременно право“ от 1990 година до смъртта си. Витали Таджер е бил дългогодишен арбитър, а от 1985 г. и заместник-председател на Арбитражния съд при Българската търговско-промишлена палата.

## Памет
На професор Витали Таджер е наречена улица в квартал „Студентски град“ в София (Карта).